# Emam Ali Habibi
Emam Ali Habibi Goudarzi (pers. امامعلی حبیبی گودرزی; ur. 27 maja 1931 w Babolu) – irański zapaśnik walczący w stylu wolnym. Dwukrotny olimpijczyk. Złoty medalista z Melbourne 1956; czwarty w Rzymie 1960. Walczył w kategorii 67 kg.
Trzykrotny złoty medalista mistrzostw świata w latach 1959 – 1962. Czwarty w Pucharze Świata w 1958. Mistrz igrzysk azjatyckich w 1958 roku.